# Павда
Павда́ (рос. Павда) — селище у складі Новолялинського міського округу Свердловської області.
Населення — 478 осіб (2010, 688 у 2002).
До 12 жовтня 2004 року селище мало статус селища міського типу.